# Ożarów Wieś
Ożarów Wieś – nieczynna wąskotorowa stacja kolejowa w Ożarowie, w województwie łódzkim, w Polsce.